# Josef Poelt
Josef Poelt est un botaniste allemand né à Pöcking (Alpes de Haute-Bavière) le 17 octobre 1924 et décédé à Graz (Autriche) le 3 juin 1995. Il a marqué la lichénologie du XXe siècle.

## Sources
- (en) Hertel, H., Nimis, P.L. & Vězda, A., 1996. A Tribute to Josef Poelt (1924–1995). The Lichenologist, 28: 183-187. 1re page.
- (de) Mayrhofer, H., Hafellner, J. & Scheuer, C., 1996. Josef Poelt (1924-1995). Mitteilungen des Naturwissenschaftlichen Vereines für Steiermark, 126, 11-15. Article (1,20 Mo)